# Igor Znyk
Igor Znyk (ur. 27 sierpnia 1970 w Warszawie) – polski producent i menadżer kultury specjalizujący się w promocji białoruskiej muzyki rockowej w Polsce; organizator licznych białoruskich koncertów i imprez w Polsce.

## Życiorys
Urodził się 27 sierpnia 1970 roku w Warszawie. Przez 11 lat studiował na Akademii Teatralnej im. Aleksandra Zelwerowicza i na Wydziale Nauk Ekonomicznych Uniwersytetu Warszawskiego. Od 2004 roku zajmuje się promocją białoruskiej muzyki rockowej w Polsce. Koordynował prezentację projektu „Partyzanskaja szkoła”. Od 2005 roku był menadżerem zespołu Recha, a od 2006 roku – grupy :B:N:. W marcu 2006 roku pełnił funkcję producenta wykonawczego koncertu „Solidarni z Białorusią” w Warszawie. W marcu 2006 roku zorganizował w Warszawie imprezę Kulturnyja wyczwarency – Biełaruś, na których wystąpili białoruscy muzycy: Kaciaryna Kamocka, Dzmitryj Wajciuszkiewicz, a także grupy Yar, Nagual, :B:N: i IQ48. Był organizatorem koncertów w Polsce wielu białoruskich muzyków i grup muzycznych, m.in. Kaciaryny Kamockiej, grup Etna-tryo Trojca, WZ-Orkiestra, Indigo, :B:N:, Sciana, IQ48, Recha, Dali oraz Krambambula. Pomagał w wydaniu albumu Żywie rock'n'roll! grupy :B:N:. Brał udział w festiwalach Basowiszcza 2005–2007. Prowadzona przez niego strona internetowa www.lacinka.org fundowała festiwal Bardauskaja Wosień 2006.
Igor Znyk był menadżerem teatru „Pożar w Burdelu” w Warszawie.